# Battulgyn Temüülen
Battulgyn Temüülen (7 de octubre de 1988) es un deportista mongol que compitió en judo. Ganó tres medallas de bronce en el Campeonato Asiático de Judo entre los años 2009 y 2013.

## Palmarés internacional
| Campeonato Asiático | Campeonato Asiático  | Campeonato Asiático | Campeonato Asiático |
| Año                 | Lugar                | Medalla             | Categoría           |
| ------------------- | -------------------- | ------------------- | ------------------- |
| 2009                | Taipéi (Taiwán)      | Medalla de bronce   | –100 kg             |
| 2012                | Taskent (Uzbekistán) | Medalla de bronce   | –100 kg             |
| 2013                | Bangkok (Tailandia)  | Medalla de bronce   | –100 kg             |